# Ранко ди Фрасинето (Арецо)
Ранко ди Фрасинето је насеље у Италији у округу Арецо, региону Тоскана.
Према процени из 2011. у насељу је живело 44 становника. Насеље се налази на надморској висини од 259 м.